# Варата
Варата (англ. Waratah) — пароплав, який містично пропав безвісти у 1909 році. Його зникнення — одна з таємниць мореплавання.

## Конструкція
Пароплав збудувала суднобудівна компанія Barclay Curle в 1908 році в Глазго. Назва «Варата» має нещасливу репутацію: один такий корабель був втрачений біля острова Уессан у 1848 році, другий затонув в 1887 році на шляху до Сіднея, третій у самому Сіднеї, і ще один поблизу Карпентарії в 1987. На кораблі була встановлена потужна парова машина, опріснювачі води, але не було суднового радіо. За задумом, корабель повинен був курсувати між Великою Британією та Австралією.

## Кар'єра
Корабель відплив з Лондона 5 листопада 1908 року й узяв курс до Австралії. Туди він привіз 756 пасажирів. Капітан Джошуа Ілбері мав тридцятирічний стаж. Судно отримало схвальні відгуки. 27 квітня корабель вирушив у своє друге плавання, вже з Австралії. На борту було 211 пасажирів та команда. Зробивши зупинку в Дурбані, корабель залишив свій останній порт 26 липня. До Кейптауну йому належало пливти кількасот кілометрів. Але корабель зник.

## Пошуки
Спочатку ніхто не сумнівався, що пароплав швидко знайдуть: плавання було каботажним, на берег не викинуло жодного уламка. Однак минали дні, тижні, місяці, однак жодних знахідок не відбувалося. Опитування місцевих жителів та капітанів інших суден не дало результату, бо район був дуже судноплавний. На конкретний, навіть дуже великий корабель, ніхто не звернув уваги. Пізніше був знайдений схожий затонулий пароплав, але він виявився потопленим під час Другої світової війни англійським кораблем.

## Теорії
Спочатку експерти вважали, що в трюмі перемістився вантаж свинцевої руди, судно втратило остійність і перекинулося. Однак ця теорія не пояснює загибель сотень осіб, оскільки хтось міг доплисти до близького берега. А якби це сталося, залишилися б тисячі плаваючих уламків.

### Інші теорії
- Гігантська хвиля — судно перевернула хвиля. Але у цей час ніяких штормів в акваторії не було. І зникнення уламків це не пояснює[2].
- Водоверть — вона могла затягнути судно цілком, разом з усіма уламками. Але вири, здатні поглинути корабель таких розмірів, у природі неможливі[3].
- Вибух — могло вибухнути вугілля або вантаж борошна. Але корабель не міг затонути миттєво, хтось мав врятуватись. І на воді залишилось би багато уламків[4].
- Паранормальне явище — сталося щось надприродне. Теорія пояснює зникнення людей і уламків, але відкидається науковцями[5].
- Підводний викид метану — у разі миттєвого вивільнення величезної кількості метану (або іншого газу) на дні моря, при його спливанні всі плаваючі об'єкти (навіть шматки дерева) миттєво потонуть внаслідок різкого зменшення густини води. Але корабель був би знайдений на морському дні.
- Несправність двигуна — у разі поломки двигуна, некерований корабель міг бути віднесений до Антарктиди, де і затонув. Найбільш ймовірна теорія.